# Colchane
Colchane è un comune del Cile, situato nella Provincia del Tamarugal della Regione di Tarapacá. Al censimento del 2002 possedeva una popolazione di 1.649 abitanti.
Il comune fu creato l'8 settembre 1970 con il nome di Los Cóndores da parte del comune di Pisagua e Huara.

## Società

### Evoluzione demografica
| Censimento del 1992 | Censimento del 2002 |
| 1.555 ab.           | 1.649 ab.           |